# 高森 (夜明島川)
高森（たかもり）は、秋田県鹿角市にある標高1,005.6mの山である。

## 概要
一方高から西に伸び米代川水系支流夜明島川の右岸に達する尾根上のピークである。同市八幡平字桃枝（どうじ）の集落から通じる夜明島林道が登山道となっている。地質学的には、八幡平・秋田焼山に先行する火山活動によって成立した現在の三方高、一方高を含む火砕流台地の一部であるが、尾根北側の岩谷沢、南側の栗根沢の、二つの夜明島川の枝沢の浸食を受け、下部を成す新第三系中新統のグリーンタフ層が露出している。